# Fabrizio Ferretti
Fabrizio Ferrett n. 21 martie 1945, Rosignano Solvay, Rosignano Marittimo, Toscana, Italia) este un cântăreț italian.

## Biografie
În 1964 a participat la Festivalul de la Sanremo cu lucrarea „La prima che incontro” (în colaborare cu The Fraternity Brothers⁠(d)). În același an ocupă locul trei la Concursul Festivalbar cu cântecul „Perché l'ho fatto”, text scris de Alberto Testa⁠(d), și participă la filmul muzical I Ragazzi dell'Hully Gully, regizat de Marcello Giannini⁠(d) și Carlo Infascelli⁠(d).
În anul următor s-a întors la Sanremo cu cântecul „Tu che ne sai” (prezentat în echipă cu Dusty Springfield).